# Geschichte von Tarent
Die Geschichte von Tarent (lateinisch Tarentum, italienisch Taranto), der Stadt im süditalienischen Apulien, beginnt legendenhaft fassbar im späten 8. Jahrhundert v. Chr. mit der Gründung der Apoikie Taras (altgriechisch Τάρας) durch Sparta, doch die älteste Quelle stammt erst aus dem Jahr 473 v. Chr. Wie inzwischen archäologisch belegt ist, wurde das heutige Tarent spätestens in der Jungsteinzeit erstmals besiedelt. Im Laufe der mittleren Bronzezeit entwickelte sich eine über Jahrhunderte dauerhaft genutzte Siedlung zu einem der bedeutendsten Handelszentren des zentralen Mittelmeerraums, das in dauerhaftem Kontakt zum mykenischen Griechenland stand. Auch aus der frühen Eisenzeit gibt es Funde, die von der Besiedlung des späteren Tarents im 10. bis 8. Jahrhundert v. Chr. zeugen.
Im 5. Jahrhundert v. Chr. wurde Tarent die mächtigste Stadt Großgriechenlands. Sie nahm auf Seiten Spartas am Peloponnesischen Krieg teil. Ab der 2. Hälfte des 4. Jahrhunderts v. Chr. geriet es zunächst unter Druck italischer Völker, ab dem 3. Jahrhundert vor allem Roms, das die Stadt 272 v. Chr. eroberte und 123 v. Chr. unter Gaius Sempronius Gracchus zur römischen Kolonie colonia Neptunia machte. Während der römischen Kaiserzeit war Tarent eine für ihren Reichtum berühmte Stadt.
Ab dem späten 5. Jahrhundert geriet die Stadt, wie ganz Italien, unter wechselnde Herrschaften, kam unter Justinian I. wieder an das nunmehr Oströmische Reich, wurde 927 von Sarazenen zerstört. Erst vierzig Jahre später begann der Wiederaufbau. Im Jahr 1080 gründete der Normanne Robert Guiskard das Fürstentum Tarent, das 1465 dem Königreich Neapel angeschlossen wurde.
1861 wurde Tarent Teil des Königreichs Italien. Während der Weltkriege des 20. Jahrhunderts ein wichtiger Marinestützpunkt, besetzten die Alliierten Tarent in der Operation Slapstick am 9. September 1943. Nach dem Ende des Zweiten Weltkriegs entwickelte sich Tarent zu einem bedeutenden Industrie- und Handelszentrum.

## Vorgeschichte

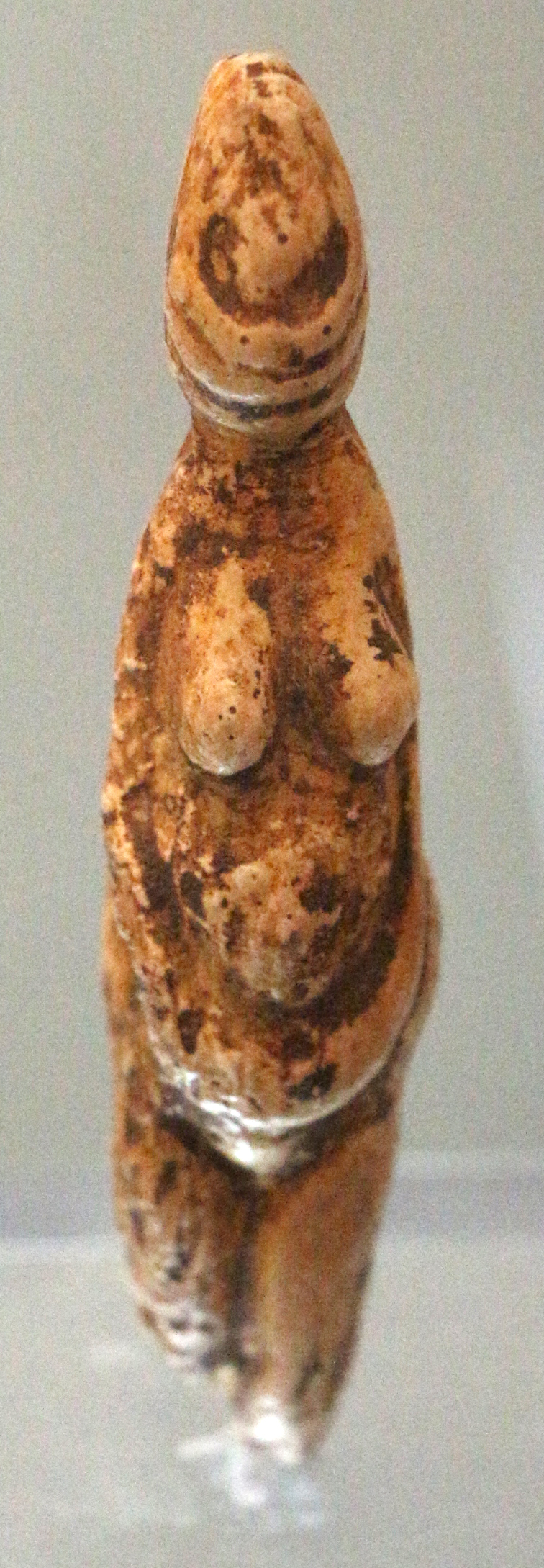
Eine der Venusfigurinen von Parabita

Dass der Süden Apuliens schon seit der Altsteinzeit bewohnt ist, erweisen die Funde aus der Grotta Romanelli, ebenso wie die in der Nähe entdeckten Venusfigurinen, die Veneri di Parabita. Letztere sind etwa 20.000 Jahre alt, die Funde aus der besagten Höhle sind mindestens 40.000 Jahre alt.
Die ältesten Siedlungsspuren im wenig nördlicher gelegenen Raum Tarent stammen aus der Jungsteinzeit und wurden 1990 während der Ausgrabungen bei San Domenico, im Westen der Altstadt Tarents, entdeckt. Zwischen 6000 und 5300 v. Chr. entstand eine Reihe von Dörfern einer ersten bäuerlichen Kultur in Süditalien. Es handelt sich bei den Funden vor allem um Keramikgefäße, die mit Abdrücken, Gravuren und Graffiti verziert sind, dann Teile von Lehmputz, sowie geschliffene und polierte Steinwerkzeuge.
Im Laufe der italischen Bronzezeit, beginnend vor 2000 v. Chr., entstand in Apulien und anderen Regionen Unteritaliens eine Reihe oft befestigter Siedlungen, von denen einige protourbanen Charakter aufwiesen. Keramikfunde, insbesondere mykenische Keramik, an vielen Orten belegt Kontakte mit dem ägäischen Raum. Auch in und in der Nähe Tarents wurden mehrere solcher Siedlungen entdeckt, von der sich die bedeutendste (Scoglio del Tonno) am natürlichen Hafen Tarents befand.
Einige hundert Meter entfernt wurden zudem bei Chiesa San Domenico in der Altstadt oberhalb der neolithischen Schicht (s. o.) Siedlungsstrukturen ab der mittleren italischen Bronzezeit entdeckt. Nach den Funden ist von einer dauerhaften Besiedlung bis zur Zeit der griechischen Koloniegründung um 700 v. Chr. auszugehen. In den bronzezeitlichen Schichten fanden sich u. a. Fragmente mykenischer Keramik.

## Bronzezeit: Scoglio del Tonno
Bedeutende Funde wurden bereits 1899 auf einer strategisch günstigen Anhöhe, dem Punta Tonno – in der Fachliteratur meist Scoglio del Tonno genannt –, wenige hundert Meter von der Altstadt und von dieser nur durch einen schmalen Arm des Mar Piccolo getrennt, gemacht. Als der Hügel zum Bau eines Bahnhofs und Umbau des Hafens abgetragen werden sollte, stieß man auf vorgeschichtliche Funde. Die daraufhin durchgeführten Notgrabungen unter der Leitung von Quintino Quagliati brachten Reste einer bedeutenden bronzezeitlichen Siedlung ans Licht, die vom 18. bis mindestens ins 11. Jahrhundert v. Chr. bestand. Dabei wurden u. a. Reste einiger rechteckiger und eines wesentlich größeren apsidenförmigen Gebäudes entdeckt, das ca. 20 Meter lang und 15 Meter breit war. Die Siedlung besaß eine Wehrmauer, deren genaues Alter unklar ist. Auch die zeitliche Abfolge der Gebäude innerhalb der Ummauerung ist auf Grund der zumeist fehlenden Stratigraphie oder unpräziser Angaben Quagliatis unsicher. Neben einheimischer Impastokeramik der Apennin- und Subapennin-Kultur sowie lokaler grauer Drehscheibenware (oft als pseudo-minysche Keramik bezeichnet), wurde eine große Zahl an Fragmenten mykenischer Tongefäße gefunden. Diese datieren in die Zeit zwischen ca. 1400 und dem 11. Jahrhundert v. Chr. (SH III A – C). Allerdings ist diese Einordnung einzelner Scherben als submykenisch (ca. Mitte 11. Jahrhundert v. Chr.) strittig. Bis auf drei Fragmente aus dem Mittelhelladikum (= Mittlere Bronzezeit des griechischen Festlands, ca. 2000–1600 v. Chr.) wurden jedoch keine älteren ägäischen Importe entdeckt. Ferner fanden sich zwei mykenische Terracotta-Statuetten, die in Griechenland zumeist kultischen Zwecken dienten. Neben mykenischer Keramik aus der Argolis, aus Kreta und Rhodos, möglicherweise auch aus Zypern Entsprechende Herkunftsvermutungen aus Argolis, Rhodos und Kreta aufgrund stilistischer Untersuchungen wurden durch petrographische Tonanalysen bestätigt, man sah bei einigen Fragmenten Parallelen bei zyprisch-mykenischen Vergleichsstücken., traten auch viele lokal hergestellte, in mykenisierendem Stil bemalte Gefäßfragmente – sogenannte italo-mykenische Ware – zu Tage, die ab der zweiten Hälfte des 13. Jahrhunderts v. Chr. produziert wurde. Die große Zahl mykenischer Funde und die lange Zeitspanne für die diese nachweisbar sind, bewog sogar einige Archäologen, eine mykenische Siedlung anzunehmen oder zumindest ein „mykenisches Viertel“ innerhalb eines einheimischen Handelszentrums. Die Annahme größerer Bevölkerungsanteile ägäischer Herkunft ist jedoch umstritten. Gegenstände aus Metall, wie Dolche, Messer oder Fibeln haben ganz überwiegend Parallelen in Italien, teilweise sogar in der norditalienischen Terramare-Kultur; ihre Zahl nimmt im 14. und 13. Jahrhundert v. Chr. stark zu. Ostmediterrane Bronzeobjekte sind dagegen kaum nachweisbar. Aufgrund der Vielzahl entdeckter Bronzeobjekte gilt die Siedlung auch als wichtiges Zentrum der Metallverarbeitung.
Einig ist sich die Forschung darin, dass die bronzezeitliche Siedlung ab ca. 1400 v. Chr. ein bedeutendes Handelszentrum, ein „international Port“ bzw. (indigenes) Emporion war, das bis mindestens 1100 v. Chr. von Handelsschiffen aus dem östlichen Mittelmeerraum angelaufen wurde, gleichzeitig aber auch eine wichtige Rolle für den Handel innerhalb Italiens und mit Sizilien spielte.
Es wird angenommen, dass der Ort auch im 10. bis 8. Jahrhundert v. Chr., eventuell bis nach 700 v. Chr. kontinuierlich besiedelt war. Allerdings ist das anhand der durch Quagliati veröffentlichten Funde nicht eindeutig belegbar. Unklar ist auch das Verhältnis der Siedlung zu den bronze- und früheisenzeitlichen Funden in der Altstadt Tarents. Da zwei voneinander unabhängige Siedlungen in solch räumlicher Nähe unwahrscheinlich sind, wird vermutet, dass beide Orte zu einer Siedlung gehörten und möglicherweise von unterschiedlichen sozialen Schichten bewohnt waren.

## Gründung der Kolonie Taras durch Spartaner

### Antike Schriftquellen und Gründungslegenden
Taras wurde nach Eusebius 706 v. Chr. als spartanische Kolonie bzw. Apoikie gegründet. Sparta hat nur diese einzige Kolonie erfolgreich gegründet, ansonsten verlegte es sich auf die territoriale Expansion durch kriegerische Eroberung der Nachbarstaaten. Den Ablauf der Koloniegründung schildern vor allem Strabon und Pausanias, die sich zumeist auf wesentlich frühere Autoren wie Antiochos von Syrakus und Ephoros berufen. Demnach wurde die Stadt von Partheniern, unehelichen Söhnen von Spartanerinnen, deren Männer am Ersten Messenischen Krieg teilnahmen, aus Lakonien gegründet. Diese wurden in Sparta benachteiligt und mussten nach einem gescheiterten Aufstand ihre Heimat verlassen. Auch viele andere antike Autoren berichten, dass der Grund des Aufbruchs spartanischer Flüchtlinge aus ihrer Heimat ihre uneheliche Geburt oder die Auflehnung gegen jene, die die Macht in der Stadt innehatten, war (siehe Stasis). Nach der von Strabon wiedergegebenen Version des Antiochos befragte Phalantos, der Führer der Parthenier, vor der Abfahrt das Orakel von Delphi, das ihm voraussagte, dass er Satyrion, das heutige Saturo (bei Leporano und zu dieser Gemeinde gehörend) und Taras in Besitz nehmen und die dort lebenden Japyger vertreiben werde:

„Taras’ üppige Flur und Satyrion geb ich zum Wohnsitz Dir, doch Verderben und Tod magst Du den Japygern bereiten.“

Dem Orakelspruch folgend, begaben sich die Parthenier nach Messapien. In der Version des Antiochos heißt es weiter:

„Die Parthenier kamen also mit dem Phalanthos dorthin, und sowohl die Barbaren als die Kreter, die schon früher den Ort besessen hatten, nahmen sie auf. Dies sollen aber jene Kreter sein, welche mit Minos nach Sizilien schifften und nach dessen zu Kamici beim Kokalus erfolgten Tode aus Sizilien fortgingen, auf der Rückfahrt aber hierher verschlagen wurden […]. Japyger aber sollen alle bis nach Daunien hin Wohnende von Japyx geheißen haben, von dem es heißt, er sei dem Dädalus von einer kretischen Frau geboren worden und habe jene Kreter angeführt.“

Von Kretern, die sich in Apulien niederließen und Hyria (möglicherweise das heutige Oria) gründeten, nachdem sie ein Sturm auf dem Rückweg von Sizilien nach Kreta dorthin verschlagen hatte, berichtet auch Herodot. Nach ihm waren sie jedoch die Vorfahren japygischer Messapier. Eine ähnliche Version, die von Ephoros stammt, gibt Strabon anschließend wieder: Auch bei dieser ist Phalantos Anführer der Parthenier und einiger Heloten, nach einem missglückten Aufstand müssen sie Lakonien verlassen. Im Land der Japyger angekommen, treffen sie auf Achäer, die grade mit den Japygern Krieg führen. Die Spartaner nehmen sofort am Krieg teil und siedeln sich in Taras an. In der Forschung wird diese Stelle dahingehend interpretiert, dass die Parthenier die Achäer im Kampf unterstützten und dadurch die Möglichkeit erhielten, Taras zu gründen.
Eine anekdotenhafte Schilderung der Ereignisse findet sich bei Pausanias. Demnach weissagte das Orakel von Delphi dem Phalantos, dass er dort Land erobern und eine Stadt gründen werde, wo es aus heiterem Himmel (griech.: ethra) regnen werde. Phalantos ging also auf Reisen, kämpfte mehrmals erfolgreich gegen Einheimische, jedoch gelang es dabei nie, eine Stadt einzunehmen oder ein größeres Territorium zu beherrschen, so dass er verzweifelt war und glaubte, dass sich der Orakelspruch niemals erfüllen könne. Als er an die Mündung des Flusses Tara kam, legte er seinen Kopf zwischen die Knie seiner Frau. Diese dachte an die dunkle Voraussage des Orakels und an die erlittenen Unbilden und weinte. Ihre Tränen fielen auf den Kopf ihres Mannes. So hatte sich das Orakel bewahrheitet: es regnete bei heiterem Himmel – die Tränen seiner Frau Ethra. Das Rätsel war gelöst und der Held begann noch in der Nacht einen Erfolgreichen Angriff auf Tarent, das er eroberte und in Besitz nahm.
Die Überlieferung, dass Taras von Partheniern unter der Führung des Phalantos gegründet wurde, wenn auch jeweils im Detail etwas anders dargestellt, wird auch von Aristoteles Theopompos, Diodor, Polybios und Dionysios von Halikarnassos behandelt, die sich wiederum oft auf Antiochos und Ephoros, einen westgriechischen Historiker, berufen.

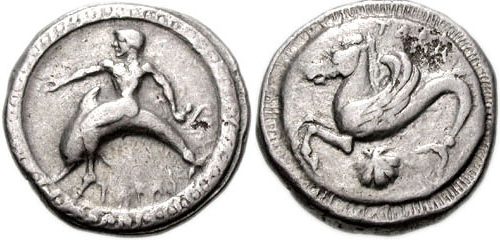
Silbermünze mit dem von einem Delphin geretteten Taras

Einem lokalen Mythos zufolge wurde die Stadt von Herakles gegründet.

Zusammenfassend lässt sich festhalten, dass antike Autoren – von einigen mythischen Erzählungen, die die Gründung in der Zeit der Heroen oder früher ansiedeln, abgesehen – übereinstimmend Phalantos als Oikisten nennen, der auch auf zwei Sockelinschriften Tarentiner Weihgeschenke in Delphi aus dem frühen 5. Jahrhundert v. Chr.erwähnt ist, und der die Parthenier anführte. Die Wahl des Auswanderungsziels wurde nach den meisten Quellen vom Orakel von Delphi vorgegeben. Nach einigen Autoren wurde neben Taras auch Satyrion gegründet bzw. erobert. Bzgl. des genauen Ablaufs der Landnahme – gewaltsame Vertreibung der Vorbevölkerung oder friedliche Ansiedlung, im Konsens zumindest in einem Teil der ansässigen Bevölkerung – unterscheiden sich die Quellen deutlich. Manche berichten von griechischer oder kretischer Bevölkerung in der Region, die sich sehr lange vor den lakonischen Kolonisten dort angesiedelt hat. Die einheimischen Japyger (oder Messapier) werden jedoch grundsätzlich als Feinde der Kolonisten beschrieben, die es zu besiegen galt.

### Archäologischer Befund
Da die Altstadt Tarents, auf deren Boden die Kolonie Taras gegründet wurde, bis heute ohne Unterbrechung besiedelt und dicht bebaut ist, gibt es aus der Zeit der Gründung von Taras bisher nur relativ wenige archäologische Relikte, die meist bei kurzfristig durchgeführten – und teils nicht publizierten – (Not-)Grabungen nach Zufallsfunden ans Licht gebracht wurden. Grabungen im Jahr 1960 bei San Domenico im Westen der Altstadt ergaben, wie die 1990 unweit durchgeführten, sowie die unter dem dorischen Tempel im Osten der Altstadt, einheimische Funde aus Siedlungskontexten aus dem 9. bis späten 8. Jahrhundert. Westlich der Altstadt stieß man bei Bauarbeiten in der Via Cavour auf zahlreiche oft intakte oder sehr gut erhaltene ganz überwiegend einheimische Gefäße, die ins 9. Jahrhundert bis späte 8. Jahrhundert v. Chr. datieren. Yntema nimmt an, dass sie aus einer Nekropole stammen, die im Bereich der Altstadt lag. Die Grabbeigaben wurden demnach im Laufe des 7. Jahrhunderts v. Chr. an diesen Ort umgebettet.

### Interpretation
Das überlieferte Gründungsdatum 706 v. Chr. steht nicht im Widerspruch zu den bisherigen archäologischen Befunden, die belegen, dass sich um ca. 700 v. Chr. Griechen dauerhaft in der Altstadt Tarents ansiedelten. Eine zumindest weiträumige Vertreibung einheimischer Bevölkerung und Zerstörung vorgefundener Siedlungen lässt sich jedoch nicht nachweisen. Die strategisch ebenfalls sehr günstig gelegene Siedlung am Scoglio del Tonno könnte sogar noch längere Zeit bestanden haben. Aufgrund der relativ geringen Zahl an Funden griechischer Objekte aus der Frühphase der Kolonie, die zudem in unterschiedlichen Regionen Griechenlands hergestellt wurden, lässt sich die genaue Herkunft der ersten Kolonisten archäologisch nicht sicher bestimmen, auch wenn in der Forschung wenige lakonisch-spätgeometrische Fragmente als Beleg für die Gründung durch die Parthenier angeführt werden.
Eine starke Zunahme griechischer Bevölkerung sowie sehr eindeutige spartanische Elemente sind für Taras erst ab dem letzten Drittel des 7. Jahrhunderts fassbar, woraus Paul Cartledge schließt, dass sich zunächst nur wenige unternehmungslustige lakonische Familien in Tarent ansiedelten, ohne dass diese Landnahme durch den spartanischen Staat organisiert war. Dieser habe die Koloniegründung erst nachträglich abgesegnet. Auch Massimo Nafissi warnt davor, die engen Beziehungen der Kolonie Taras zur Mutterstadt Sparta in späterer Zeit auf die Gründungsphase zu übertragen. Mischa Meier bezeichnet alle Thesen, die die archäologischen Befunde mit der Überlieferung des Ephoros in Einklang bringen wollen, als „reine Spekulation“.

## Die hellenische Zeit

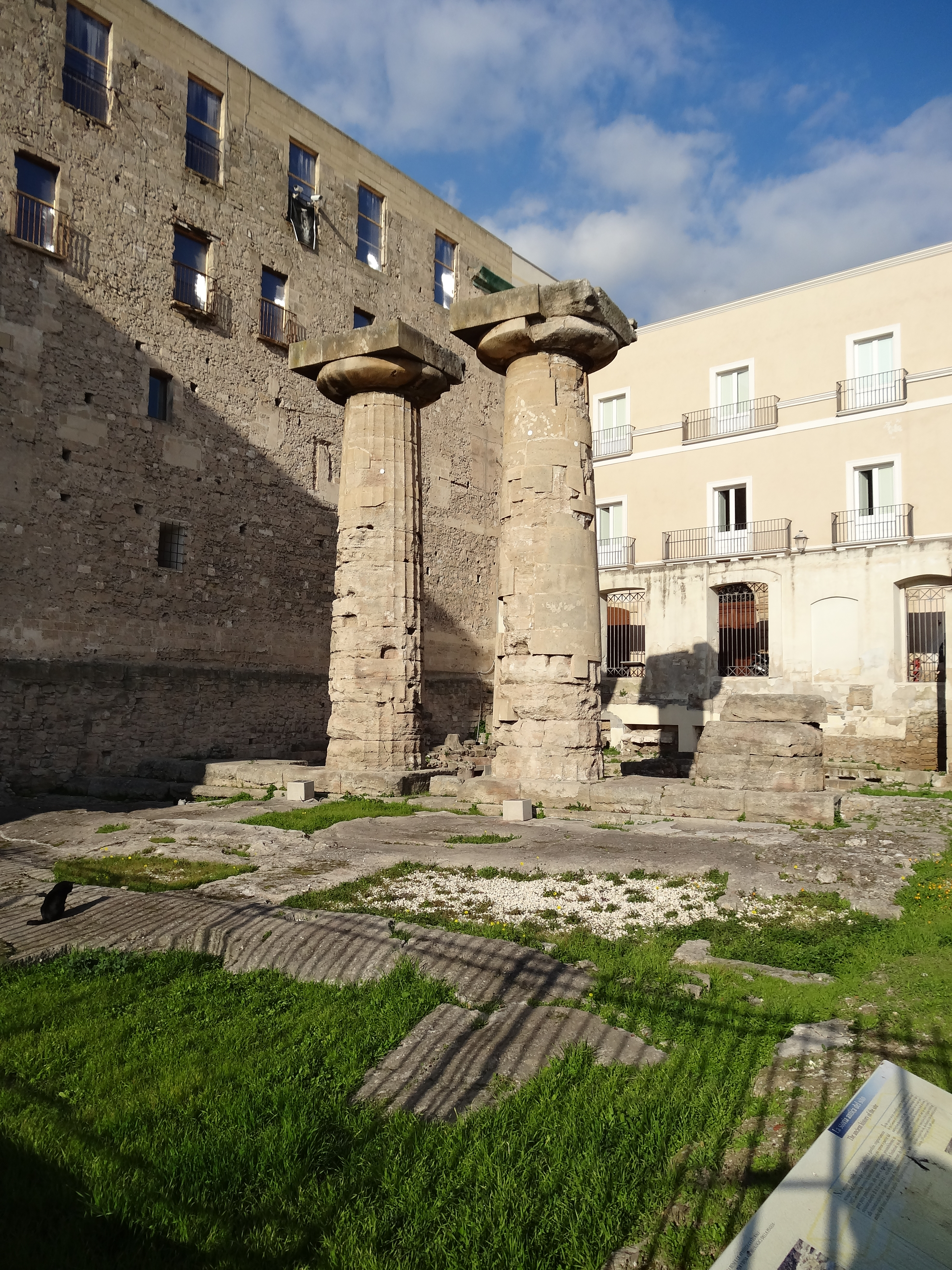
Reste eines dorischen Tempels aus der Magna Graecia in Tarent

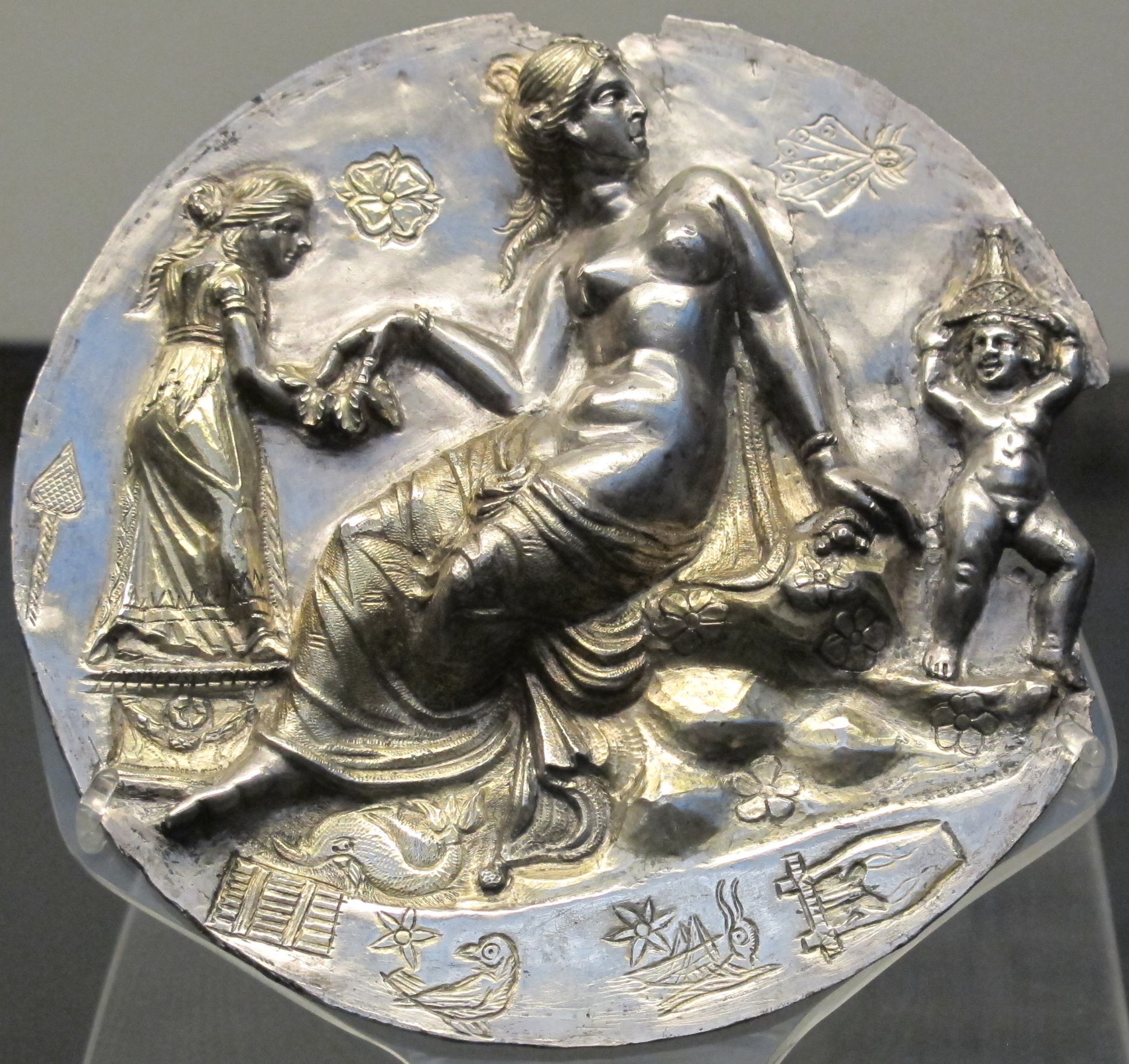
Medaille mit der Aphrodite im Bad, 3. Jahrhundert v. Chr.

Nach der Gründung von Taras entwickelte sich im Laufe der Zeit zunächst eine aristokratisch dominierte Kultur, deren Reichtum wahrscheinlich von der Nutzung der Ressourcen des fruchtbaren umliegenden Gebietes kam. Dieses Gebiet wurde bevölkert und von einer Reihe kleiner Befestigungen in strategischer Position verteidigt. Wie in anderen griechischen Städten Unteritaliens waren auch in Tarent im späten 6. und im 5. Jahrhundert v. Chr. die Pythagoreer tätig. Um die Mitte oder in der zweiten Hälfte des 5. Jahrhunderts kam es in mehreren Städten zu gewaltsamen Unruhen, die sich gegen den politischen Einfluss der Pythagoräer richteten und zu deren zumindest zeitweiliger Vertreibung führten. In Tarent waren sie jedoch später wieder präsent.
Eine eigene städtische Münzprägung erfolgte im Zeitraum von ca. 510 – 209 v. Chr.
Nach dem griechischen Historiker Herodot regierte um 492 v. Chr. ein Basileus namens Aristophilides die Stadt. Allerdings ist es gut möglich, dass es in Tarent ein „Doppelkönigtum“ nach spartanischem Vorbild gab, in dem es zwei Basileis gab, die man nicht ohne Weiteres als Könige bezeichnen kann. Der Machtbereich der Tarentiner beschränkte sich wegen des Widerstands einheimischer italischer Stämme, ihrer traditionellen Gegner, auf die Küstenregion. 473 v. Chr. schloss Tarent ein Bündnis mit Rhegion, um den Messapiern (heutige Provinz Tarent), Peuketiern (Provinz Bari) und Lukaniern (Basilikata) zu widerstehen, aber die vereinten Armeen von Tarent und Rhegion wurden in der Nähe von Kailìa (dem heutigen Ceglie Messapica) besiegt. Nach Herodot zählte diese Niederlage zu den schlimmsten der Griechen in Süditalien gegen die Italiker. 466 v. Chr. wurde Tarent erneut von den Japygern besiegt. Aristoteles zufolge fielen dabei so viele Aristokraten, dass die demokratische Partei die Macht übernehmen und die Staatsform ändern konnte.
In der ersten Hälfte des 5. Jahrhunderts v. Chr. wurde die Stadt umgestaltet. Es wurde eine neue Verteidigungsmauer gebaut, und die städtisch bebaute Fläche wurde damit vergrößert. Der Höhepunkt wurde mit dem großartigen Bau des Dorischen Tempels auf der Akropolis erreicht.
432 v. Chr., nach mehreren Jahren Krieg – es ging um den Besitz von Siritide (Land um die Stadt Siris) –, schloss Tarent einen Friedensvertrag mit der panhellenischen Kolonie Thurii; beide Städte trugen zum Fundament der Kolonie Herakleia bei, die schnell unter die Kontrolle Tarents kam.
Der Aufstieg der demokratischen Partei schwächte den Bund zwischen Tarent und der Mutterstadt Sparta nicht. Tarent unterstützte Sparta und Syrakus gegen Athen im Peloponnesischen Krieg, verweigerte 415 v. Chr. Athen den Anlegeplatz im Hafen und schickte nach der athenischen Katastrophe in Sizilien sogar Schiffe zum Kampf gegen Athen. Athen verbündete sich seinerseits mit den Messapiern, um Tarents Macht zu begrenzen.
Nach dem Ende des Peloponnesischen Krieges (404) nahm Tarent weiterhin eine freundliche Haltung gegenüber Syrakus ein und hielt sich aus den Kämpfen zwischen dem Tyrannen Dionysios I. von Syrakus und einer 393 gebildeten Liga süditalienischer Griechenstädte heraus. Nachdem der Tyrann 379/378 die führende Stadt der Liga, Kroton, erobert hatte, übernahm Tarent die Führung der Liga, wohl im Einvernehmen mit Dionysios, und entwickelte sich zur Führungsmacht im festländischen Teil der Magna Graecia. Nun begann eine Blütezeit der Stadt, während die Macht von Syrakus nach Dionysios’ Tod (367) abnahm. Die führende Persönlichkeit in Tarent war der Staatsmann und Feldherr, Philosoph und Mathematiker Archytas. Damals war Tarent auch der kommerzielle Haupthafen von Süditalien. Sie trieb Handel mit Griechenland, auch mit eigenen Produkten, hatte die größte Armee und die größte Flotte Süditaliens.
Der Philosoph Aristoxenos berichtet, dass Archytas als einziger siebenmal – gemeint: siebenmal hintereinander – von seinen Mitbürgern zum Feldherrn (Strategen) gewählt wurde, obwohl das Gesetz eigentlich keine unmittelbare Wiederwahl zuließ. Dieser Umstand illustriert das außerordentliche Vertrauen, dessen er sich erfreute. Als führender Staatsmann und Feldherr Tarents war er zugleich Oberkommandierender der Streitkräfte der Liga. Seine Feldzüge, die alle erfolgreich waren, richteten sich gegen die Italiker.
Archytas begegnete Platon bei dessen erster Italienreise (um 388). Er wurde Platons Gastfreund (xénos). Als Platon im Jahr 361 beim Tyrannen Dionysios II. von Syrakus in Ungnade gefallen war und mit dem Tod bedroht wurde, hat ihm Archytas einem Bericht des Diogenes Laertios zufolge das Leben gerettet. Dass Archytas, als Platon ihn um Hilfe bat, intervenierte und dem bedrängten Philosophen die Abreise ermöglichte, geht aus Platons siebentem Brief hervor.

„Wenn euch jemand fragt, wie Tarent groß geworden ist und so bleibt,

oder wie man seinen Reichtum vergrößert,

könnt ihr mit gutem Gewissen und mit Freude im Herzen antworten:

mit der guten Landwirtschaft, mit der besseren Landwirtschaft,

mit der besten Landwirtschaft.“

367 v. Chr. schlossen Karthago und die Etrusker einen Pakt, um die Macht Tarents einzuschränken.
Nach dem Tod von Archytas um die Mitte des 4. Jahrhunderts begann für die Stadt ein langsamer, aber unaufhaltsamer Abstieg. Als erstes Zeichen des Niedergangs galt, dass die Tarentiner, statt selbst in den Kampf zu ziehen, ihren großen Reichtum benutzten, um Söldner anzuwerben.
Im Jahre 343 v. Chr. folgte Sparta dem Aufruf Tarents, ihr gegen den Angriff der italischen Bevölkerung zu helfen. König Archidamos III. kam mit einer Flotte in Italien an und kämpfte gegen die Lukaner, wurde aber 338 v. Chr. besiegt und bei Manduria getötet. 333 hatte Tarent immer noch Schwierigkeiten mit seinen italischen Nachbarn. So wurde der epirische König Alexander Molossus angeworben, um Söldnerheere gegen die Bruttier, Samniten, und Lukaner zu führen, aber 331 wurde er besiegt und in der Schlacht von Pandosia (in der Nähe von Cosenza) getötet. 320 kam es zum Friedensvertrag zwischen Tarent und Samnium.
Im Jahre 304 v. Chr. wurde Tarent von Lukanien angegriffen. Agathokles, Tyrann von Syrakus, König von Sizilien, wurde um Hilfe gebeten. Agathokles kam in Süditalien an, nahm Bruttium unter seine Kontrolle, wurde aber später wieder nach Syrakus zurückgerufen. 303–302 v. Chr. schloss Kleonymos von Sparta ein Bündnis mit Tarent gegen die Lukaner und kämpfte gegen sie.
Zu Beginn des 3. Jahrhunderts wirkte in Tarent der Dichter Rhinton, der Erfinder der Hilarotragödie, die wohl als Vorläufer der Satire zu betrachten ist. Einzelne Szenen seiner Werke dürften auf den bekannten rotfigurigen apulischen Vasen abgebildet sein.
Im Jahre 240 v. Chr. brachte der gebürtige Tarentiner Andronikos in Rom die erste griechische Tragödie in lateinischer Sprache zur Aufführung („Geburtsstunde der römischen Literatur“).

## Der Krieg gegen Rom

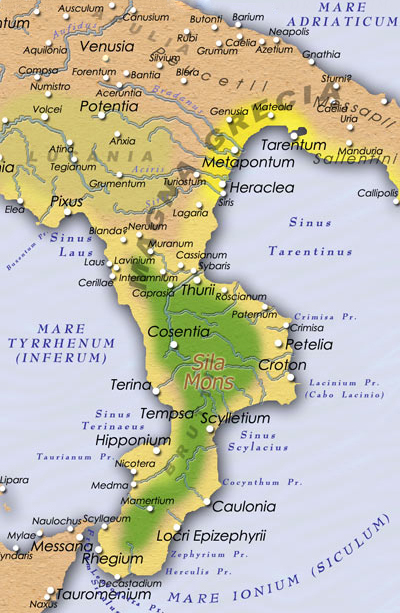
Magna Graecia, 280 v. Chr.

Am Anfang des 3. Jahrhunderts v. Chr. begann Roms Macht zuzunehmen. Tarent sorgte sich um die Überwachung des Meeres und die Kontrolle der griechischen Kolonien der Magna Graecia. Nach der Kapitulation der Samniten 290 v. Chr. gründeten die Römer viele Kolonien in Apulia und Lukanien. Einige der Stadtstaaten der Magna Graecia wie Rhegion, Kroton und Lokroi baten Rom um militärische Hilfe wegen der Kriege, die sie mit ihren Nachbarn hatten. Nach einem Angriff der Lukanier bat auch die Stadt Thurii, die am Golf von Tarent unter der Herrschaft Tarents stand, Rom 282 v. Chr. um Hilfe. Diese Situation der Einmischung Roms in die Angelegenheiten der griechischen Kolonien in Süditalien führte unvermeidlich zum Konflikt zwischen Tarent und Rom.
In jener Zeit gab es zwei politische Parteien in Tarent. Die Demokraten unter der Führung von Philocharis oder Ainesias waren dominierend; sie waren gegen Rom. Sie wussten, dass die Griechen ihre Unabhängigkeit verlieren würden, wenn die Römer in Tarent einmarschierten. Die zweite Interessengruppe waren die Aristokraten, die von einem zum Strategen mit unumschränkter Gewalt gewählten Agis geführt wurden. Sie hatten ihre Macht verloren, als Tarent eine Demokratie geworden war, und sie lehnten es daher nicht ab, sich Rom zu ergeben, weil dies ihren Einfluss auf die Stadt gestärkt hätte. Sie wollten sich aber nicht so einfach ergeben, weil eine direkte Unterwerfung sie unpopulär gemacht hätte.
Zu dieser Zeit hatte Tarent die mächtigste Flotte Italiens und war daran interessiert, sich mit Rom zu einigen. Es kam zu einem Traktat mit Rom, in dem sie vereinbarten, dass sich die römischen Schiffe nicht weiter als bis zum Kap Lacinio (in der Nähe von Crotone) nähern durften.
282 v. Chr. schickte Rom eine Flotte unter Lucius Valerius mit zehn Schiffen nach dem von Lukanern besetzten Thurii; dazu mussten die Römer das Kap Lacinio passieren, und so verlangten sie, im Hafen von Tarent anzulegen. Tarent feierte sein Dionysos-Fest und die Bevölkerung befand sich im Amphitheater, das in der Nähe des Hafens lag. Die Tarenter hassten die Römer für ihre Expansionsziele und für die Hilfen, die sie immer wieder den aristokratischen Regierungen gegeben hatten, und so betrachteten sie das Auftauchen der römischen Schiffe am Horizont als eine Verletzung des Vertrages von 303 v. Chr. Ihre Flotte griff die Römer an: es wurden vier römische Schiffe versenkt, eines gekapert, und viele Römer gefangen genommen.
Armee und Flotte von Tarent wurden nach Thurii verlegt und halfen den dortigen Demokraten, die Aristokraten zu verbannen. Die in Thurii stationierte römische Garnison zog sich zurück.
Trotz der Beleidigung wollte Rom keinen Krieg, da dies sicher griechisches oder karthagisches Militär auf die Halbinsel gelockt hätte. So schickten die Römer Unterhändler nach Tarent, aber die Verhandlungen wurden von den Tarentern abgebrochen. Der römische Botschafter Lucius Postumius wurde von Philonides, einem Mitglied der populären Partei, beleidigt. Es wird erzählt, dass Philonides die Toga des Postumius beschmiert habe. Die Antwort des Postumius sei gewesen: „Um diesen Fleck zu reinigen, werdet ihr viel Blut und Tränen vergießen.“ Der Senat erklärte Tarent den Krieg und die Tarenter baten Pyrrhus, König von Epirus, um Hilfe.
281 v. Chr. eroberten römische Legionen unter dem Kommando von Lucius Aemilius Barbula Tarent und plünderten die Stadt. Anschließend verlor Tarent trotz Hilfe der Samniten und Salentiner eine Schlacht gegen die Römer. Agis wurde beauftragt, einen Waffenstillstand zu unterzeichnen und Friedensgespräche aufzunehmen, die aber in dem Moment abgebrochen wurden, als 3000 Soldaten aus Epirus unter dem Kommando von Cineas in die Stadt kamen. Der römische Konsul zog sich zurück und erlitt Verluste durch Angriffe der griechischen Schiffe.
Pyrrhus beschloss, den Tarentern Hilfe zu leisten, da er in ihrer Schuld stand: sie hatten ihm zuvor geholfen, die Insel Korkyra zu erobern. Er wusste auch, dass er auf Unterstützung der Samniten, Lukaner, Bruttier und einiger illyrischer Stämme zählen konnte. Sein Ziel war es, Makedonien zu erobern, er hatte aber nicht genügend Geld, um eine ausreichende Zahl von Söldnern zu bezahlen. Er plante daher, Tarent zu helfen, dann nach Sizilien überzusetzen und Karthago anzugreifen – nach einem Sieg und der Eroberung Süditaliens hätte er genügend Mittel gehabt, um eine Armee aufzustellen, die stark genug wäre, Makedonien zu erobern. Pyrrhus entsandte seinen Statthalter Milon mit einer Armee von 20.000 Phalangiten, 500 Schleuderern, 2000 Bogenschützen, 3000 Elitekavalleristen aus Thessalien, 20 Kriegselefanten, und die tüchtigsten Männer von Tarent wurden einberufen.

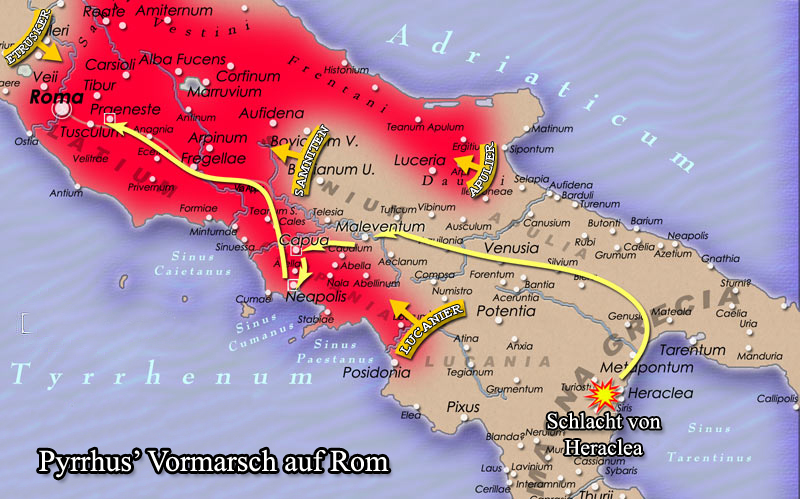
Pyrrhischer Kriegs – 280–275 v. Chr.

Nachdem die Römer von Pyrrhus’ Landung gehört hatten, mobilisierten sie unter dem Kommando von Publius Valerius Laevinus acht Legionen und Hilfstruppen, insgesamt rund 30.000 Soldaten, darunter auch Kavallerie, Schleuderer und Speerwerfer. In der berühmten Schlacht von Heraclea (280 v. Chr.) starben 7000 Römer, dazu kamen 2000 Gefangene und 1500 Verwundete – während man unter den Griechen rund 4000 Tote und eine große Anzahl von Verletzten zählte. Die Erfolge der Epirer wurden durch die beeindruckenden Kriegselefanten, die den Römern unbekannt waren, erreicht.
Trotz der anfänglichen Siege gab Pyrrhus nie den Wunsch auf, Friedensverhandlungen abzuschließen, da er sich der Macht seiner Gegner bewusst war. Währenddessen hatten die Römer gelernt, dass die Elefanten beim Anblick des Feuers Angst bekamen und bauten eigens dafür mit Feuer bewaffnete Wagen. So fielen die Schlachten immer mehr zu Gunsten Roms aus, so dass Pyrrhus sich entschied, einen Vertrag abzuschließen, in dem er sich verpflichtete, Italien zu verlassen, wenn Tarent in Frieden gelassen würde. Aber Rom zögerte nicht lange, um den Süden erneut anzugreifen, und Pyrrhus wurde bald wieder um Hilfe gebeten. Die Niederlagen Pyrrhus’ hatten dieses Mal aber schwerere Folgen, so dass sich Pyrrhus nach der Niederlage von Benevent nach Griechenland zurückzog, wo er kurz danach starb. In Tarent ließ er unter dem Kommando von Milon eine kleine Garnison zurück.
Die Tarenter riefen eine karthagische Flotte zu Hilfe, um sich von der epirischen Garnison zu befreien. Milon übergab aber die Stadt dem römischen Konsul L. Papirius Cursor [II. Konsulat nach 293], und so fiel Tarent 272 v. Chr. in die Hände der Römer. Papirius ließ die Stadtmauern abreißen, legte der Stadt eine Kriegssteuer auf und beschlagnahmte alle Waffen und Schiffe. Alles, was Tarent schmückte und alle Wertsachen wurden nach Rom transportiert. So auch Mathematiker, Philosophen, Literaten, wie Livius Andronicus, der die Odyssee Homers aus dem Griechischen übersetzte. Rom enthielt sich, Tarent Strafen aufzuerlegen, nahm die Stadt in den Kreis der Alliierten auf, verbot ihr aber, Münzen zu prägen.
Im Zweiten Punischen Krieg war Tarent erneut umkämpft. Einen ersten Anschlag nach der Schlacht von Cannae hatte der Kommandant der römischen Garnison noch verhindert. Die Römer hatten daher Geiseln ausbedungen, doch als diese einen Fluchtversuch unternahmen, wurden sie zum Tode verurteilt und am Kapitol vom Tarpeischen Felsen gestürzt. Daraufhin kamen einige führende Tarentiner überein, Kontakt zu Hannibal aufzunehmen, um ihre Stadt den Karthagern in die Hände zu spielen. Mit Hilfe der Verschwörer überraschte Hannibal 212 die römischen Verteidiger, die erst aufwachten, als bereits 10.000 feindliche Soldaten in den Mauern standen. Der römische Kommandant Marcus Livius konnte sich mit seiner Garnison in der Festung halten, wo er den Hafen blockierte. Um die Kriegsschiffe im Hafen freizubekommen, baute Hannibal einen Kanal, der die bisherige Landzunge mit der Akropolis in eine Insel verwandelte. Nur drei Jahre später, 209 v. Chr., wurde Tarent durch den Konsul Quintus Fabius Maximus Verrucosus zurückerobert, der 30.000 Bürger in die Sklaverei verkaufte und reiche Beute fortschleppte, darunter die kolossale Heraklesstatue des Lysippos. 3000 Talente Silber flossen in die römische Staatskasse.
Im Jahre 123 v. Chr. gründete Gaius Gracchus eine römische Kolonie im Territorium, das vom römischen Staat beschlagnahmt worden war (colonia Neptunia). Nach 89 v. Chr. wurde die griechische Gemeinschaft und die römische Kolonie in einer Verwaltungsstruktur zusammengeschlossen, was die vollständige Integration von Tarent in die Römische Republik bedeutete. Pompejus siedelte, nachdem er im Jahre 67 v. Chr. erfolgreich die Seeräuberei beseitigt hatte, unterworfene Piraten u. a. auch in Tarent an (PROB. georg. 4.125 gem. KL.P. V 520). 37 v. Chr. trafen Augustus und Marcus Antonius eine Vereinbarung, nach der die Stadt ein Aquädukt und ein Amphitheater erhielt.

## Römische Kaiserzeit
Möglicherweise ist Tarent der Herkunftsort der im 1. Jahrhundert n. Chr. bedeutsamen Familie der Iunii Silani. Iunia Silana, die zweite Tochter des Konsuls M. Iunius, war im Jahre 47 von Messalina aus der Ehe mit Gaius Silius verdrängt worden. Sie war „ausgezeichnet durch Herkunft, Schönheit und Zügellosigkeit“, reich und kinderlos, dazu Rivalin der Agrippina, die ihre Eheschließung mit Sextius Africanus hintertrieb. Um das Jahr 55 war sie verbannt worden und Anfang 59 aus ihrem entfernteren Exil nach Tarent zurückgekehrt, wo sie kurz darauf starb. Im Sommer 60 siedelte Nero in Tarent Veteranen an. In dem um diese Zeit entstandenen Satyricon des Petronius ist Tarent – zu seiner Zeit völlig unbedeutend – der am häufigsten erwähnte Ort, mythisch bis zur Größe Trojas aufgeblasen. Vermutlich ist der Ort Tarent als Satyra der ideale Ausgangs- und Endpunkt für Petrons Satire. Zur Zeit Trajans wurden Thermen gebaut und die Stadt hielt ein gewisses Stadtleben aufrecht.
Tarent wurde von Vergil, wohl in Anspielung auf Satyrion (latinisiert Saturum), saturum Tarentum genannt, also das „satte“, „volle“, „reiche Tarent“; daher wohl auch das Adjektiv satureianus „tarentinisch“. „Der ager Tarentinus produziert den besten Honig“, so rühmt Varro im 1. Jahrhundert v. Chr. Daneben war Tarent bekannt für seine Rinder-, Schaf- und Ziegenzucht. Bei Horaz sind Tarentiner edle Reitpferde, wohl deshalb sind Pferde auch auf vielen Münzen der Stadt abgebildet. Zu dieser Zeit war Tarent auch eine beliebte Weinregion. Auf den Tarentiner Wein spielt eine Anekdote an, die sich zur Zeit des Pyrrhus ereignet haben soll: „Pyrrhus fragte einmal einige Personen, die auf einem Bankett in Tarentum Worte geäußert hatten, fast ohne sich respektvoll um ihn zu kümmern, ob das, was er von ihnen gehört habe, wahr sei. Woraufhin einer von ihnen antwortete ‚Wenn unser Wein nicht ausgeschenkt wäre, wären die Dinge, die man dir erzählt hat, ein Witz und ein bloßes Kinderspiel im Vergleich zu den Dingen, die wir sonst noch erzählt hätten.‘ Diese geistreiche Entschuldigung der Trunkenheit, und solch schlichtes Bekenntnis der Wahrheit verwandelte den Zorn des Tyrannen in Gelächter.“ Austern galten als tarentinische Delikatesse. Tarent war in dieser Zeit ein beliebter Rastplatz für alle, die aus Griechenland und Asien gekommen in Brundisium an Land gingen, um über die Via Appia nach Rom zu reisen. In Tarent hatte sich so einst auch ein Sohn Herodes des Großen aufgehalten.
In Tarent wurden zur Beschwichtigung der Winddämonen die ansonsten seltenen Eselsopfer durchgeführt.

## Frühmittelalter: Ostgoten, Ostrom, Langobarden, Sarazenen, Byzanz

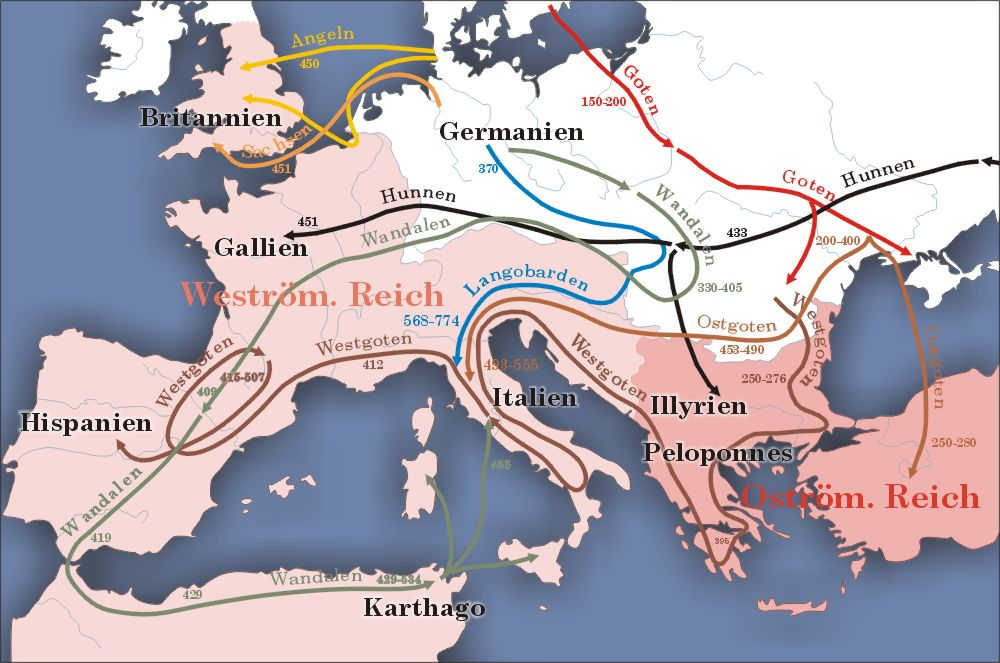
Karte Europas, Völkerwanderung mittels Pfeilen eingezeichnet

Mit dem Untergang des Weströmischen Reichs begann für Tarent eine lange und unabwendbare Zeit des Niedergangs. Einer der Gründe war die progressive Entwicklung des Konkurrenzhafens in Brindisi, der andere war der häufige Wechsel der Herrschaften: Byzantiner, Goten und Langobarden.
Der oströmische General Belisar besetzte während des Gotenkrieges die Stadt und bevölkerte sie wieder. 546 erfolgte die Erneuerung der Befestigung. Aber Totila mit seinen Ostgoten eroberte sie 549 und schuf eine starke Garnison. Der General Narses, Nachfolger Belisars, besiegte Totila und machte Tarent wieder oströmisch.
In den 570er Jahren fielen die Langobarden ein und eroberten die Stadt. Im Frühjahr 663 landete Konstans II. in Tarent mit seiner Flotte und entriss den Langobarden Tarent, die Murge, den Salento und den Gargano. Als der Kaiser nach Konstantinopel zurückkehrte, nahmen die Langobarden den Kampf wieder auf, zuerst unter Herzog Grimoald und dann unter seinem Sohn Garibald, der 686 Tarent und Brindisi eroberte. Das frühe 8. Jahrhundert war von inneren Kämpfen gekennzeichnet, die die Macht der Langobarden schwächten. Ab 774 herrschten im Norden des langobardischen Gebietes die Franken, der Süden Italiens blieb langobardisch.
840 wurde ein langobardischer Fürst aus Benevent in Tarent gefangengehalten. Dieser wurde von seinen Anhängern befreit und nach Benevent gebracht, wo er zum Fürsten proklamiert wurde.
Zur selben Zeit kam Tarent unter die Kontrolle der Sarazenen, die die Schwäche der Langobarden ausnutzten und das Emirat von Tarent gründeten. Tarent wurde 40 Jahre lang ein wichtiger Flottenstützpunkt. Von dort gingen Schiffe mit Gefangenen ab, die für den Sklavenmarkt bestimmt waren. Im selben Jahr wurde eine venezianische Flotte mit 60 Schiffen unter dem Kommando Kaiser Theophilos’ II. von einer sarazenischen Flotte im Golf von Tarent besiegt. Während die Sarazenen weiter an der Adriaküste nach Norden fuhren, plünderten sie die Küstenstädte. Im Jahre 850 fuhren von Tarent und Bari vier sarazenische Kolonnen ab, um Kampanien, Apulien, Kalabrien, die Abruzzen und Molise zu plündern. 854 war Tarent wieder der Ausgangspunkt eines sarazenischen Überfalls unter Abbas-ibn-Faid, der die Langobardenprovinz Salerno plündern ließ. 871 und 875 empfing Tarent sarazenische Truppen, die zur Plünderung von Kampanien und Apulien bestimmt waren.
880 entschied Kaiser Basileios I. von Byzanz, der Makedonier genannt, den Sarazenen das apulische Land zu entreißen und entsandte zwei Armeen unter dem Kommando der Generäle Prokopio und Leone Apostyppes und eine Flotte unter dem Kommando Admiral Nasars. Da der Weg über das Meer von der byzantinischen Flotte abgeschnitten war, mussten die Sarazenen unter dem Kommando von Othman nach vierzig Jahren sarazenischer Herrschaft abziehen. Mit der neuen byzantinischen Regierung des Generals Apostyppes verringerte sich der Sklavenhandel der in der Zwischenzeit zum Islam konvertierten Einwohner und es kamen griechische Siedler, um die Stadt wiederzubevölkern.

## Zerstörung durch Sarazenen (927), Wiederaufbau (ab 967)

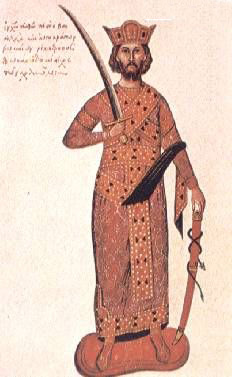
Nikephoros II.

Am 15. August 927 zerstörten die vom Slawen Sabir geführten Sarazenen endgültig die griechisch-römische Stadt. Sie wüteten in der Stadt und metzelten die Einwohner nieder, versklavten die Überlebenden und brachten sie nach Afrika. Wenige entkamen und versteckten sich in der Murge. Tarent blieb 40 Jahre lang unbewohnt.
967 gab Kaiser Nikephoros II. dem Druck der Überlebenden nach und entschied, die Stadt wieder aufzubauen. Nikephoros II. gilt als zweiter Gründer der Stadt Tarent: der heutige Borgo Antico wurde gegründet, die Trümmer der Altstadt und der Akropolis wurden entfernt, die Stadt längs des Mar Piccolo wurde eingeebnet, um den Fischern ihre Arbeit zu erleichtern. Außerdem wurde eine Brücke mit sieben Bögen gebaut und das römische Aquädukt, das das aus der Nähe der Murge kommende Wasser über die Brücke in die Stadt leitete, wurde wieder aufgebaut. Die Fischer, die geflohen waren, kehrten zurück und bevölkerten das geebnete Gelände am Mar Piccolo.
Im Jahre 976 erlitt Tarent einen erneuten Angriff der von Abū 'l-Qāsim geführten Sarazenen. Die Stadt, die seit wenigen Jahren wiederaufgebaut worden war, wurde ausgeplündert und in Brand gesetzt. 982 zog Kaiser Otto II. aus Sachsen mit einem Heeresgefolge nach Tarent, um seinen Machtbereich in Süditalien auszudehnen. Er traf am 16. März 982 ein und nahm hier am gleichen Tag auch seinen neuen Titel „Romanorum Imperator Augustus“ an. Es folgten Verhandlungen mit den Byzantinern, in deren Machtbereich Tarent zu dieser Zeit fiel. Nachdem die Verhandlungen gescheitert waren, eroberte Otto schließlich Tarent im Sommer 982 von den Byzantinern. Die gleichzeitig von Süden vorstoßenden Sarazenen unter der Führung des Emirs von Sizilien Abū 'l-Qāsim trafen schließlich am 13. Juli 982 in der Schlacht am Kap Colonna auf die Truppen Ottos. Sie wurden von den Sarazenen geschlagen, wobei Otto II. zwar fliehen konnte, Abū 'l-Qāsim aber in der Schlacht starb.

## Normannen (ab 1063/1080), Fürstentum Tarent (1088–1465)
1063 besetzte der Normanne Robert Guiskard aus dem Hause Hauteville mit Hilfe seines Hauptmannes Francesco Orsini die Stadt, nachdem ihn Papst Nikolaus II. in der Synode von Melfi (1059) unter der Bedingung der Rückeroberung von den Sarazenen mit dem päpstlichen Rechtstitel versehen und ihn zu seinem Lehnsmann gemacht hatte. Robert wurde in den Stand des Herzogs von Apulien, Kalabrien und des zukünftigen Siziliens erhoben, hatte eine jährliche Abgabe zu zahlen und trug fortan das Banner des Papstes.
Die anschließende Besetzung von Bari (1071) bedeutete das Ende der byzantinischen Herrschaft und der Anfang der normannischen Macht in Apulien. Auch die Kirche von Apulien, die mit den Griechen eine Verwandlung durchgemacht hatte, kehrte wieder in den lateinischen Bereich zurück.
Bis 1080 blieb Tarent byzantinisch. Dann eroberte es der Normanne Robert Guiskard. Er machte Tarent zu einem Fürstentum und schenkte es seinem Sohn Bohemund I. Nach über 100-jähriger normannischer Herrschaft begann eine neue Ära, die der Staufer und Heinrich VI.
Friedrich II. verlieh das Fürstentum seinem Sohn Manfred, der in der Schlacht bei Benevent (1266) von Karl I. von Anjou geschlagen wurde. Karl II. schenkte seinem Sohn Philipp im Jahre 1292 das Fürstentum, der durch seine dritte Gemahlin Katharina, die Tochter des Kaisers Karl von Valois, den Kaisertitel von Konstantinopel erhielt. Mit seinem Enkel Philipp II., der im Jahre 1368 starb, endete der Mannesstamm der Fürsten von Tarent aus dem Hause Anjou.
Seine Erbin und Schwester Margarete, Witwe des Königs Eduard von Schottland, vermählte sich mit Francesco del Balzo, dem Herzog von Andria. Durch sie kam auch das Fürstentum Tarent an das Haus del Balzo, und zunächst an Giacomo del Balzo, ihren und Francescos Sohn. Dieser starb 1383 in Tarent, wo ihm sein Vater im Dom San Cataldo ein Mausoleum errichtete.

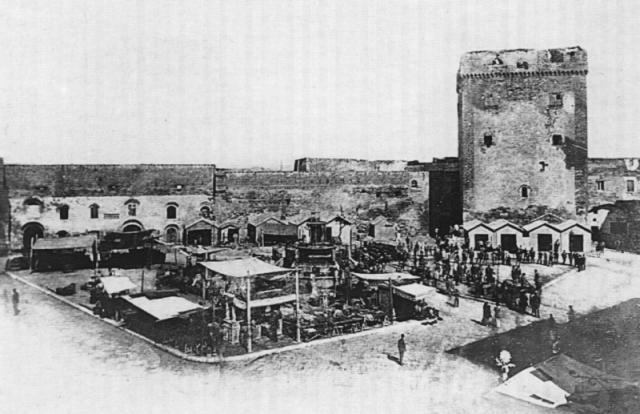
Raimondello-Orsini-Turm, fotografiert um 1880

In den Wirren jener Zeit, als das Königreich Neapel durch feudale und dynastische Revolutionen erschüttert wurde, ging das Fürstentum Tarent von den del Balzo auf die Orsini über. Raimondello, ein Sohn von Nicola Orsini di Nola und Maria del Balzo, erhielt das Fürstentum Ende des 14. Jahrhunderts; sein Haus nannte sich Balzo-Orsini. Er vermählte sich mit der Erbin der Grafschaft Lecce, Maria von Enghien, und vereinigte durch diese Ehe den größten Teil der Terra d’Otranto; so wurde er der mächtigste Feudalherr des Königreichs. Als er im Jahr 1405 in Lecce starb, versuchte König Ladislaus von Neapel dieses große Lehen an sich zu ziehen. Er schloss mit Maria einen Vertrag: sie übergab ihm Tarent und sich selbst. So wurde sie Königin von Neapel. Ihr und Raimondellos Sohn Giovanni Antonio Orsini del Balzo war der letzte Fürst von Tarent aus diesem berühmten Hause. Er starb 1463 ohne legitime Erben in Altamura, worauf seine Länder und Schätze vom König von Neapel, Ferdinand von Aragon, seinem nahen Verwandten, eingezogen wurden. 1465 vereinigte König Ferdinand I., nach dem Tod seiner Frau Isabella von Clermont, Nichte von Giovanni Antonio, das Fürstentum Tarent mit dem Königreich Neapel.
Das Fürstentum Tarent war in seiner 377-jährigen Geschichte zeitweise eine mächtige und fast unabhängige Feudalherrschaft des Königreichs Sizilien und später des Königreichs Neapel. Zeitweise war „Fürst von Tarent“ aber auch nur ein Titel, der dem Thronerben oder dem Mann einer regierenden Königin verliehen wurde.

## Aragon (1465), Frankreich (1495), Bourbonen

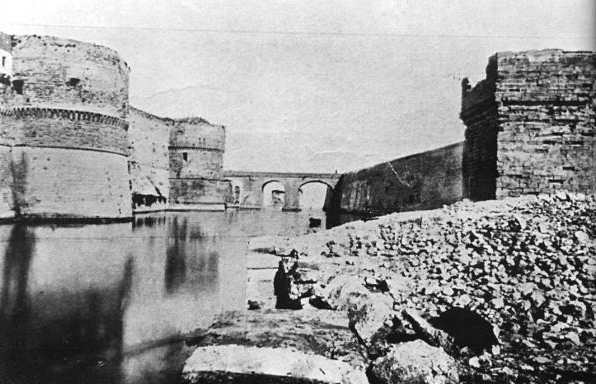
Wassergraben mit Castello Aragonese, fotografiert im Jahr 1880

1465 wurde das Fürstentum Tarent dem Königreich Neapel angeschlossen und wurde so ein Teil Aragons. Wegen der konstanten Drohungen der Türken und der Venezianer entschieden die Aragonesen, die Stadt zu sichern, und bauten das Schloss Aragonese mit seinem Graben.
1495 zwang Karl VIII. von Frankreich die aragonesischen Truppen zur Flucht und nahm die Stadt und das Schloss mit Hilfe des Adels ohne Schwierigkeit ein. Er wurde in Neapel zum König gekrönt, während Ferdinand II. nach Ischia flüchtete. Aber als Karl VIII. Neapel mit dem größten Teil der Armee verließ, kehrte Ferdinand, nach der Formation eines italienischen Verbandes, zurück und besiegte die französische Garnisonen. Nach dem schrecklichen Verhalten der Franzosen während der Besetzung der Stadt empfing ihn die Bevölkerung mit Begeisterung. Er starb am 7. September 1496. Da er keine Erben hatte, wurde er von seinem Onkel Friedrich IV. von Aragón, der am 1. März 1502 zum König Friedrich I. von Neapel gekrönt wurde, abgelöst. Aber 1501 wurde er von seinem Cousin Ferdinand II., der Katholische, König von Spanien, verraten. Dieser schickte den spanischen General Consalvo de Cordoba, auch Gran Capitano genannt, unter dem Vorwand eines Kreuzzugs gegen die Türken ins Königreich Neapel und besetzte es. Friedrich I. verbündete sich mit König Ludwig XII. von Frankreich, lieferte sich ihm aus und überließ ihm seine Rechte des Reiches. Aber die Spanier schlugen die Franzosen bei Cerignola.

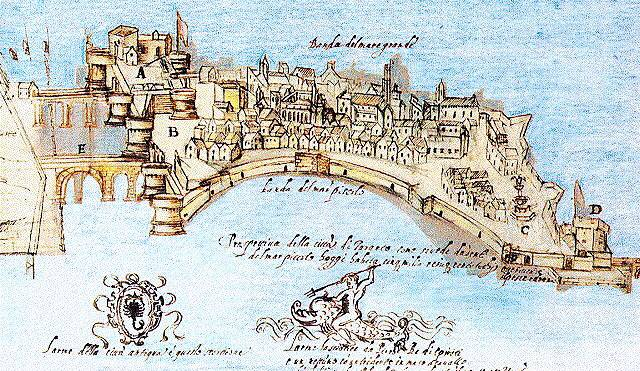
Befestigung des Borgo Antico, 16. Jahrhundert

Die Stadt wurde befestigt und an der Küste des Mar Grande zahlreiche Sichttürme gebaut, denn die Gefahr eines Türkenangriffes bestand weiterhin: 1554 hielten sie sich für etwa sechs Monate ungestört auf den Inseln Cheradi auf und nutzten die augenblickliche Schwäche der Spanier aus. Sie versuchten mehrmals das Schloss anzugreifen, wurden aber zuerst zurückgeschlagen und dann endgültig von den Tarentern in der Nähe des Flusses Tara besiegt.
Während der Unruhen von Neapel (1649) verlangte König Philipp IV. von Spanien die Anwerbung der Jugendlichen. Deshalb brach auch in Tarent ein Aufstand unter der Führung von Giandonato Altamura aus, der aber dank des Eingriffs von Herzog Francesco Caracciolo von Martina Franca niedergeschlagen wurde. Die Spanier hatten ihn um Hilfe gebeten: Caracciolo tat so, als ob er Tarent von der Brücke Ponte di Porta Napoli aus angreifen würde, aber der größte Teil seiner Armee durchquerte das Schloss Aragonese vom gegenüberliegenden Teil durch die „Porta Paterna“, die von den Spaniern geöffnet worden war und überraschte somit das Volk im Aufstand. Altamura ergab sich und wurde auf einem Wachturm des Schlosses erhängt. Seit der zweiten Hälfte des 17. Jahrhunderts begann Spanien sich mehr für seine Kolonien in Südamerika zu interessieren, von denen es Gold und Silber gewann.

Giambatista Albrizzi (1698–1777): Borgo Antico, 1761

Anfang des 18. Jahrhunderts kamen die Österreicher nach Neapel und die Tarenter empfingen mit Begeisterung die Nachricht vom Antritt der Habsburger. Dennoch besetzten die Spanier 1734 wieder Neapel mit Karl III. von Bourbon und der Bürgermeister von Tarent Luigi Galeota, wurde zum Königlichen Gouverneur und Schlossherrn ernannt. Dieser Titel, wurde wenige Monate danach an den Herzog Petraccone Caracciolo übergeben. In jenen Jahren waren die Befestigungen der Stadt verwahrlost. Erst 1755 begannen die Reparaturen am Schloss Aragonese während im Graben, der sich vom Torre Sant’Angelo bis zum Torre della Bandiera erstreckte, ein Garten mit Fruchtbäumen angelegt wurde. Einige Jahre später begann der neue Erzbischof von Tarent Monsignore Giuseppe Capecelatro bei seiner Villa die zahlreichen verstreuten archäologischen Funde, die in der ganzen Stadt zu finden sind, zu sammeln und ein erstes Museum zu gründen.
Später gehörte Tarent wieder zu den Bourbonen und wurde dann dem Königreich beider Sizilien einverleibt; 1799 schloss sich Tarent bis zur Machtübernahme Ferdinand IV. von Bourbon, König von Neapel, der parthenopeischen Republik an. In der napoleonischen Ära verdankte die Stadt ihre neue Blüte als Militär- und Hafenstadt Joseph Bonaparte und seinem Nachfolger Joachim Murat. Es wurden neue Kasernen und Befestigungen, wie das Fort Laclos auf der Insel San Paolo im Golf von Tarent, gebaut. Aber mit der Rückkehr der Bourbonen, die Tarent nie genug Bedeutung zuschrieben, hatte die Stadt erneut eine lange Zeit der Vernachlässigung, bis die Truppen von Giuseppe Garibaldi 1860 die Stadt befreite.
Im Laufe des 19. Jahrhunderts gab es zwei ungewöhnliche Ereignisse. Am 9. September 1827 verursachte eine Überschwemmung Schäden an vielen Häusern und der Stadtmauer, umliegende Länder wurden überschwemmt, Tierherden ins Meer gerissen und der ganze Miesmuschelgarten wurde zerstört, was eine lange Hungersnot verursachte. Am 15. September 1883, ereignete sich eine zweite noch schlimmere Überschwemmung, die den „Antiken Borgo“ traf. In einem Bericht aus der damaligen Zeitung „Rinnovamento di Taranto“ steht folgendes:

„Heute Nacht, nach einem sehr starken Gewitter, das mehrere Stunden gedauert hat, erhob sich der Meeresspiegel um fast 3 Meter. So standen der Piazza Grande, die Via Garibaldi, die Häuser und die Läden im Erdgeschoss über einem Meter im Wasser; Rettungsboote mussten eingesetzt werden. Die Schäden waren sehr groß. Die Gewalt der Strömung, die sich mit unsagbarer Wucht ergoss, riss den Ponte di Napoli und die Zitadelle ab; die Stadt musste sofort evakuiert werden. Auch Porta Lecce ist baufällig und den Einwohnern wurde der Übergang verwehrt. Diese plötzliche Katastrophe warf die Stadt in die Trostlosigkeit. Es scheint, als ob es viele Opfer gäbe. Alle umliegenden Äcker am Mar Piccolo wurden verwüstet, überschwemmt, sind unerkennbar geworden. Es scheint, als ob die Austern- und Miesmuschelkultur sehr darunter gelitten hat, wenn sie nicht völlig dadurch zerstört wurde. Wieviel Unglück! Wieviel Armut sich vorbereiten wird! Der Gemeinderat hat sich zu einer Dauersitzung versammelt. Ein Bootservice wurde organisiert. Mit Pumpen wird das Wasser von Via Garibaldi entfernt. Soweit man denken kann, ist so etwas noch nie geschehen – das bedeutet entweder die Naturgesetze haben sich verändert oder das Jahr 1883 soll als Unglücksjahr in die Geschichte eingehen.“

## Die Weltkriege

Omnibus, 1905

Mit der Einverleibung von Tarent ins Reich von Viktor Emanuel II. von Savoyen im Jahr 1861 bemühten sich die Tarenter Cataldo Nitti und Nicola Mignogna um den wirtschaftlichen Aufschwung der Stadt und gaben Tarent ein neues Aussehen. Der Marinestützpunkt mit dem Marinearsenal wurde gegründet. Der westliche Teil des Schlosses Aragonese wurde abgerissen und der alte Graben in einen schiffbaren Kanal verwandelt, dessen Ufer durch die Drehbrücke verbunden wurden. Das war der Anfang für die Ausdehnung auf die andere Seite des Kanales, der Neustadt. Die von Italien veranlassten Kolonialsendungen nach Afrika wurden von der Stadt als eine große Gelegenheit für den wirtschaftlichen Aufschwung betrachtet, da die Austern- und Miesmuschelkultur durch die Choleraepidemie 1910 eine Krise erlebte.
Im Ersten Weltkrieg nahm Tarent mit seinem Marinearsenal und den neuen Schiffswerften Franco Tosi zum Bau und Ausbesserung von Kriegsschiffen eine sehr wichtige Rolle ein. Die Arbeiter wurden besser bezahlt, und der Vorbeimarsch von Tausenden von Soldaten zur Front verbesserte die wirtschaftlichen Bedingungen der Händler. Aber der Krieg brachte auch eine Erhöhung der Inflation mit sich, so dass die Regia Marina (italienische Marine bis 1946) die Nahrungsmittel rationieren und verteilen musste. Den wirklichen Krieg erlebte die Stadt aber nur in der Nacht vom 2. August 1916, als das Kriegsschiff Leonardo da Vinci durch eine Munitionsexplosion, die durch Cordit-Treibladungen ausgelöst wurde, die chemisch instabil geworden waren und sich selbst entzündet hatten, explodierte. Die italienische Marine beharrte jedoch lange darauf, dass österreichische Saboteure das Schiff mit Haftminen versenkt hätten. Am Ende des Krieges erwiesen sich die wirtschaftlichen Bedingungen als dramatisch, die sich dann durch die Schließung der Schiffswerften 1920 noch verschlechterten. Diese Wirtschaftskrise löste Demonstrationen aus, die mit gewaltigen Zusammenstößen mit der Polizei endeten.
Der Aufstieg von Benito Mussolini und des Faschismus führten zur Wiederaufnahme der Arbeiten im Marinearsenal und in den Schiffswerften für die Ausbesserung und den Bau der zu den Kolonialkriegen bestimmten Schiffe. Außerdem erlebte die Stadt eine neue Stadtbauentwicklung. 1929 wurde das Theater „Alhambra“ abgerissen und auf seinen Trümmern wurde der Regierungspalast, der von Benito Mussolini eingeweiht wurde, gebaut. 1937 wurde das Postgebäude und das Haus des Fascho, heute Finanzamt, fertiggestellt. Im Borgo Antico wurden zahlreiche Sozialhäuser gebaut, neue Badeorte entstanden an der Strandpromenade und auf der Piazza della Vittoria wurde ein Denkmal der Gefallenen des Ersten Weltkrieges gebaut.

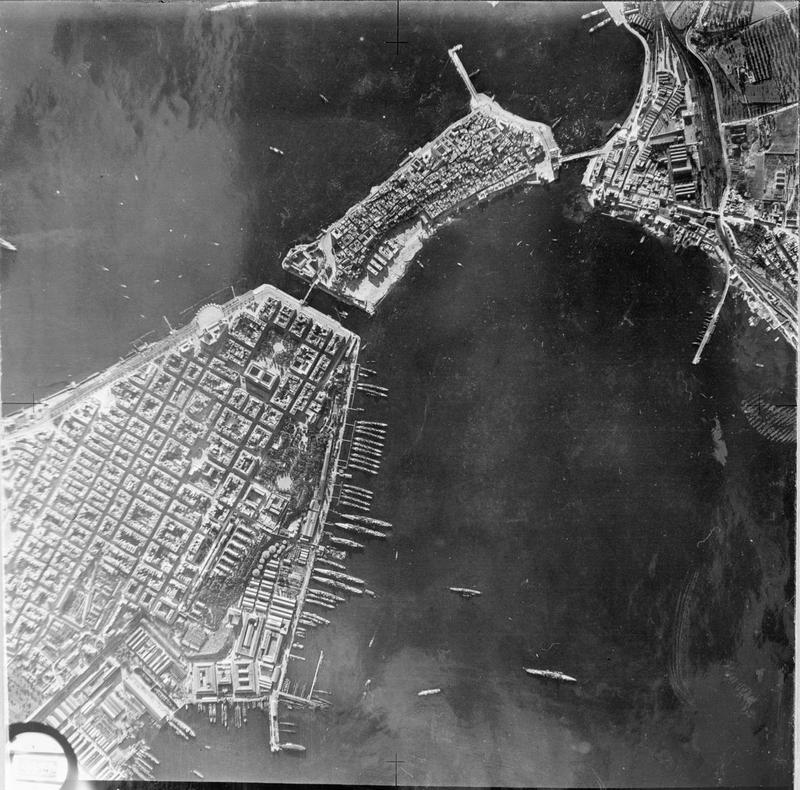
Luftbild von 1940

Italien trat am 10. Juni 1940 in den Zweiten Weltkrieg ein. Die Konzentration von Kriegsschiffen der italienischen Marine im Mar Piccolo brachte neue Arbeit für das Marinearsenal. Die anderen wirtschaftlichen Bereiche jedoch erlebten eine erneute Krise. Aus Furcht vor Bombenangriffen verließ die Bevölkerung die Stadt und fand Zuflucht in den Dörfern der Provinz.
In der Nacht zum 12. November 1940 bombardierten die vom britischen Flugzeugträger Illustrious gestarteten Torpedoflugzeuge die italienische Flotte im Golf von Tarent (Angriff auf Tarent). Während das Schlachtschiff Conte di Cavour quasi versenkt wurde, wurden die Schlachtschiffe Littorio und Caio Duilio schwer beschädigt. Man zählte 59 Tote und 600 Verletzte. Nur zwei britische Flugzeuge Swordfish wurden abgeschossen. Später musste sich die italienische Kriegsmarine von Tarent zurückziehen und wurde auf die Häfen Neapel, La Spezia und Genua verteilt.
Nach der Absetzung Mussolinis und dem darauf folgenden Waffenstillstand flohen die deutschen Truppen und die Stadt wurde von den Alliierten besetzt (Operation Slapstick). Zahlreiche öffentliche Gebäude wurden beschlagnahmt und in militärische Unterkünfte verwandelt. Dem Ende des Krieges am 25. April 1945 folgte am 2. Juni 1946 die Ausrufung der Republik.
In den darauf folgenden Jahren setzte sich Tarent als Industrie- und Handelszentrum durch. 1965 wurde vom Staatspräsidenten Giuseppe Saragat das „IV. Stahlzentrum Italsider“ eröffnet. Es ist einer der größten Industriekonzerne der Stahlbe- und -verarbeitung in Europa. Am 25. Juni 2004 wurde im Mar Grande eine neue Flottenstation der italienischen Marine mit einigen Infrastrukturen der NATO eröffnet.